# Schrankia seinoi
Schrankia seinoi là một loài bướm đêm trong họ Erebidae.